# 888 Holdings
La 888 Holdings plc è una compagnia che gestisce numerosi siti internet di spicco nel settore del gioco d'azzardo. Fondata nel 1997 ed è quotata alla Borsa di Londra nell'indice FTSE 250.
La Cassava Enterprises è un'operativa ausiliaria di proprietà della 888 Holdings e opera con licenza e secondo la legislazione di Gibilterra.
I fratelli Avi e Aaron Shaked sono i proprietari di circa il 50% della compagnia madre, che controllano tramite un trust di famiglia. Un'altra coppia di fratelli, Shay e Ron Ben-Itzhak, controllano approssimativamente l'11% con un trust di famiglia.

## Storia
La compagnia è stata fondata nel maggio del 1997 da Avi e Aaron Shaked e Shay e Ron Ben-Yitzhak con la denominazione Virtual Holdings Limited. Il lancio di Casino-on-Net risale a quel periodo, e il centro amministrativo della ditta viene fissato ad Antigua. Nel 2002 vengono lanciati sia Reef Club Casino che Pacific Poker. Nel 2003 il centro amministrativo viene spostato a Gibilterra. Dal 2005 la società è quotata alla Borsa di Londra, il London Stock Exchange.
Verso la fine del 2006, Ladbrokes e 888.com annunciarono la trattativa per una possibile fusione aziendale. Ciononostante nell'aprile del 2007 le due compagnie decidono di comune accordi di interrompere le trattative a causa dei cambiamenti nella legislazione fiscale inglese, e anche per il timore di azioni legali da parte delle autorità americane.
Nel marzo del 2007, la 888 annuncia l'acquisizione dell'attività di bingo della Globalcom Limited per oltre 43.4 milioni di $ in contanti.

## Attività
La compagnia opera con una licenza emessa dal governo di Gibilterra, fatta eccezione per Italia e Spagna dove operano con licenze emesse dai rispettivi governi. La Cassava Enterprises, seguendo i termini della licenza, gestisce diversi siti di gioco d'azzardo, che offrono gioco sia per denaro che a scopo didattico. Fra queste attività:

### 888.com
888.com è il sito internet principale della 888. Serve principalmente come punto di riferimento per trovare sul web il marchiostesso, e include i siti internet di Casino-on-Net e Pacific Poker. Nonostante 888.com non offra direttamente il gioco, è spesso pubblicizzato come “il più grande sito internet di casinò in rete”.

### 888sport
888sport è il sito di scommesse sportive della 888. Il sito è stato lanciato nel marzo 2008. È possibile effettuare scommesse su diversi tipi di eventi, principalmente su eventi sportivi. 888sport è attualmente disponibile in 6 diverse lingue e paesi: Inghilterra, Germania, Spagna, Danimarca, Svezia e Austria.

### 888casino
888casino, precedentemente conosciuto come Casino-on-Net, è un casinò online fondato nel 1997. È uno dei primi casinò aperti in Internet e nel 2013 è diventato il primo e unico casinò online ad ottenere licenza negli Stati Uniti.

### 888poker
888poker è la poker room online della 888. Lanciato nel luglio 2002, si focalizza principalmente sul poker e altri giochi di carte. Le varianti di poker offerte sono quelle tradizionali, fra cui Texas Hold’em, Omaha e Seven Card Stud. Come Casino-on-Net, anche Pacific Poker offre la possibilità di giocare gratis ai giocatori che preferiscono non usare vero denaro. Pacific Poker è compatibile con i sistemi operativi Windows e Macintosh. I giocatori possono scegliere di giocare con la versione scaricabile del software di gioco, o direttamente online usando la versione no-download

## Sponsor
Sin dal 2004, il gruppo 888.com è diventato lo sponsor principale del Middlesbrough Football Club, il nome 888.com riportato sulle insegne del club, ma nel 2007 è stato rimpiazzato. Recentemente il gruppo 888.com è diventato lo sponsor principale del Sevilla Football Club.
Nel 2006 888.com è diventato lo sponsor principale del Campionato mondiale di snooker (World Snooker Championship), terminando il contratto quinquennale nell'agosto 2008 dopo soli tre anni di attività.
Nel 2020 è diventato main sponsor della Micciolo league.

## Controversie
Nell'agosto 2017 888 ha ricevuto una multa di 7,8 milioni di sterline dalla UKGC (commissione parlamentare sul gioco d'azzardo del Regno Unito) per non aver rispettato la normativa vigente in materia di contrasto al gioco d'azzardo patologico, consentendo a numerosi giocatori in stato di autoesclusione di continuare ad utilizzare la propria piattaforma di gioco.

### Giocatori statunitensi
Il 2 ottobre 2006 la 888 Holdings ha annunciate di aver sospeso a tempo indeterminato i rapporti commerciali con i clienti statunitensi, in seguito all'approvazione del Congresso degli Stati Uniti d'America del Safe Port Act avvenuta tre giorni prima. Il 14 agosto 2007 il Dipartimento della Giustizia statunitense ha chiesto il risarcimento per tutti i guadagni accumulati dalla compagnia negli Stati Uniti. La cifra ammonterebbe a quasi 120 milioni di dollari.